# شارون شانون
شارون شانون (بالإنجليزية: Sharon Shannon) هي موسيقية أيرلندية، ولدت في 12 نوفمبر 1968 في Corofin, County Clare ‏ في جمهورية أيرلندا.

## وصلات خارجية
- الموقع الرسمي
- شارون شانون على موقع ميوزك برينز (الإنجليزية)
- شارون شانون على موقع أول ميوزيك (الإنجليزية)
- شارون شانون على موقع ديسكوغز (الإنجليزية)